# Eric Frenzel
Eric Frenzel, född 21 november 1988 i Annaberg-Buchholz, Östtyskland, är en tysk idrottare som tävlar i nordisk kombination.
Frenzel tävlar sedan 2003 för Tyskland i internationella tävlingar. 2007 vann han en guld- och en silvermedalj vid juniorvärldsmästerskapen i Tarvisio. Hans största meriter hittills är en guldmedalj vid världsmästerskapen i nordisk skidsport 2011, en silvermedalj vid världsmästerskapen 2009 och en bronsmedalj vid olympiska vinterspelen 2010, båda i stafett. Dessutom innehar han sedan 26 november 2010 rekordet på hoppbacken i Kuusamo där han hoppade 148,5 meter. Eric Frenzel har vunnit flera titlar inom nordisk kombination som Världscupen i nordisk kombination 2012/2013.